# 오쓰키 쓰요시
오쓰키 쓰요시(일본어: 大槻 毅, 1972년 12월 1일 ~ )는 일본의 전 축구 선수이자 현 축구 지도자로 현재 더스파 군마의 감독을 맡고 있다.

## 지도자 경력
은퇴 후에는 미토 홀리호크(2000-2002), 오미야 아르디자(2003), 우라와 레즈(2004-2010), 베갈타 센다이(2011)의 코치를 맡았다. 2012년 우라와 레즈의 코치으로 취임하였다. 2019년 5월 성적 부진으로 물러난 오즈와우두 지 올리베이라 감독을 대신해, 감독으로 취임하였다. 2022년부터 2024년까지 더스파 군마에서 감독을 맡았다.